# Phycourobiline
La phycourobiline est une phycobiline, c'est-à-dire un chromophore de structure tétrapyrrole ouverte, de couleur orange. On la trouve chez les cyanobactéries et les chloroplastes des algues rouges. Elle est liée par une liaison thioester à la phycoérythrine, la phycobiliprotéine dont elle est l'accepteur d'énergie final.